# Meg Wyllie
Margaret Gillespie „Meg“ Wyllie (* 15. Februar 1917 in Honolulu, Hawaii; † 2. Januar 2002 in Glendale, Kalifornien) war eine US-amerikanische Schauspielerin.

## Leben
Margaret Gillespie „Meg“ Wyllie wurde auf Hawaii geboren. Als ihr Vater Arbeit als Ingenieur auf einer Zuckerplantage fand, zog die Familie auf die Philippinen, wo sie bis Anfang der 1940er Jahre blieb. Mit der Rückkehr in die Vereinigten Staaten zog sie anschließend nach New York City. Nach anfänglichen Auftritten am Theater zog Wyllie nach Los Angeles, wo sie am Pasadena Playhouse Schauspiel studierte und auf der Bühne stand.
Seit Anfang der 1950er Jahre war sie regelmäßig im Fernsehen zu sehen. Sie spielte in Fernsehserien wie Perry Mason, Batman und Verliebt in eine Hexe mit, während sie auf der Leinwand in Filmen wie Marnie und Schlappe Bullen beißen nicht zu sehen war. Größere Bekanntheit erlangte sie mit der Darstellung eines Talosianers im ursprünglichen Pilotfilm der Fernsehserie Raumschiff Enterprise. In Der Käfig wurde sie zum ersten Antagonisten von Star Trek. Der Pilotfilm wurde damals allerdings abgelehnt und ihre Szenen lediglich in der Doppelfolge Talos IV – Tabu verwendet, bevor er schließlich 1988 seine Erstausstrahlung hatte. Bis 1995 spielte sie in über 120 Film- und Fernsehproduktionen mit. Teilweise verkörperte sie in mehreren Serien unterschiedliche Figuren. So war sie von 1987 bis 1991 vier Mal in der Sitcom Golden Girls in vier unterschiedlichen Rollen zu sehen. Ihren letzten Auftritt hatte sie 1995 in der Rolle der Tante Lolly Stemple  in der Sitcom Verrückt nach dir.
Am 2. Januar 2002 verstarb Wyllie im Alter von 84 Jahren in Glendale an den Folgen eines Herzinfarktes. Sie blieb unverheiratet und hatte keine Kinder.

## Filmografie (Auswahl)
- 1958: Dezernat M (M Squad, Fernsehserie, eine Folge)
- 1962: Die Schönheit und das Ungeheuer (Beauty and the Beast)
- 1962–1964: Perry Mason (Fernsehserie, vier Folgen)
- 1964: Marnie
- 1965: Raumschiff Enterprise: Der Käfig (Erstausstrahlung jedoch erst 1988)
- 1967: Batman (Fernsehserie, eine Folge)
- 1967: Die Lady und ihre Gauner (Fitzwilly)
- 1969: Verliebt in eine Hexe (Bewitched, Fernsehserie, eine Folge)
- 1971: Fluchtpunkt San Francisco (Vanishing Point)
- 1974: Barnaby Jones (Fernsehserie, eine Folge)
- 1974: Winter unserer Liebe (Our Time)
- 1976: Eine Frau sieht rot (Lipstick)
- 1979: Elvis – The King (Elvis, Fernsehfilm)
- 1979: Es ist nie zu spät (Better Late Than Never, Fernsehfilm)
- 1983: Die Dornenvögel (The Thorn Birds)
- 1983: Ehe mit Hintergedanken (Second Thoughts)
- 1984: Starfight (The Last Starfighter)
- 1986: Nothing in Common – Sie haben nichts gemeinsam (Nothing in Common)
- 1987–1991: Golden Girls (The Golden Girls, Fernsehserie, vier Folgen)
- 1987: Schlappe Bullen beißen nicht (Dragnet)
- 1989: Drei Betten für einen Junggesellen (Worth Winning)
- 1994–1995: Verrückt nach dir (Mad About You, Fernsehserie, vier Folgen)